# Maria Höfner
Maria Höfner (* 11. Oktober 1900 in Linz; † 5. November 1992 in Graz) war eine österreichische Orientalistin mit Schwerpunkten in der Sabäistik und der Äthiopistik. Sie gilt als einer der weltweit bedeutendsten Vertreter und Mitbegründer der Wissenschaft des alten Südarabien. Sie wirkte als außerplanmäßige Professorin in Tübingen (1954–1964) sowie als ordentliche Professorin in Graz (1964–1971) und befasste sich mit einem breiten Spektrum an philologischen, epigraphischen, linguistischen, lexikografischen und religionsgeschichtlichen Fragen.

## Leben
Die ältesten Vorfahren Maria Höfners sind für das 17. Jahrhundert in Niederösterreich nachweisbar. Sie selbst wurde in Linz geboren, besuchte 1906 bis 1910 die Volksschule und 1911 bis 1919 das Mädchen-Real-Gymnasium in Salzburg. Nach dem Schulabschluss im Jahr 1920 begann sie ein Studium der Mathematik und Physik an der Karl-Franzens-Universität Graz. Bald jedoch wechselte sie zu den Fächern Alte Geschichte und Semitische Philologie, wobei besonders ihr Semitistik-Dozent Nikolaus Rhodokanakis, ein angesehener Sabäist und Epigraphiker, prägenden Einfluss auf sie hatte. Entsprechend erfolgte ihre Promotion 1932 zu einem altsüdarabischen Thema, die Dissertation trug den Titel „Die sabäischen Inschriften der Südarabischen Expedition im Kunsthistorischen Museum in Wien“.
1939 habilitierte sich Höfner an der Universität Wien für das Fach „Semitische Philologie mit besonderer Berücksichtigung des Altsüdarabischen und der äthiopischen Sprachen“ und wurde 1940 zur Dozentin ernannt. 1944 wechselte sie als wissenschaftliche Mitarbeiterin zu Enno Littmann an die Eberhard Karls Universität Tübingen, wo sie ab 1948 diverse Lehraufträge erhielt. 1952 wurde sie nach Tübingen umhabilitiert und 1954 dort zur außerplanmäßigen Professorin sowie 1960 zur Wissenschaftlichen Rätin ernannt. Ihr Forschungsschwerpunkt lag in Tübingen deutlich auf dem Altsüdarabischen, da ihre beiden Kollegen Rudi Paret und Otto Rössler die restlichen Gebiete der Orientalistik abdecken konnten. 1964 wurde Höfner schließlich als ordentliche Professorin in der Nachfolge Ernst Weidners auf den Lehrstuhl für Orientkunde der Universität Graz berufen, den sie bis zu ihrer Emeritierung 1971 innehatte. Im Anschluss daran wurde die Professur nicht wiederbesetzt, Höfner setzte allerdings ihre wissenschaftliche Arbeit auch im Ruhestand fort. 1992 starb sie an den Folgen einer Gehirnblutung. Zu ihren akademischen Schülern gehören Walter W. Müller, der von 1975 bis 2001 Professor in Marburg war, und Roswitha Germana Stiegner, die nach 1971 als wissenschaftliche Assistentin die Südarabien-Forschung in Graz weitervertrat.
Seit ihrer Studienzeit lebte Maria Höfner mit der Tierpsychologin Theodora Mayer zusammen, die ihre Forschungen durch Hilfsarbeiten unterstützte und im gleichen Monat wie die Orientalistin starb. Gemeinsam setzten sich die beiden abseits ihrer wissenschaftlichen Arbeit vehement für den Tierschutz ein.

## Forschungen
Den Schwerpunkt von Höfners Forschungen bildeten die Philologie und Epigraphik des altsüdarabischen Raumes, dennoch gelang es ihr nie, den von ihr hauptsächlich erforschten Jemen zu bereisen, zunächst aus politischen Gründen, später aufgrund ihres fortgeschrittenen Alters. Auf sprachwissenschaftlichem Gebiet erlangte sie besondere wissenschaftliche Bekanntheit über die Grenzen der Sabäistik hinaus durch ihre ausführliche „Altsüdarabische Grammatik“, die 1943 in der Reihe „Porta linguarum orientalium“ erschien und lange Zeit die einzige umfassende Grammatik der altsüdarabischen Sprachgruppe darstellte. Daneben beschäftigte sich Maria Höfner mit der nordäthiopischen Sprachwelt. Die 1956 mit Enno Littmann begonnene Publikation des „Wörterbuchs der Tigrē-Sprache“ führte sie nach dem Tod des Kollegen 1958 alleine weiter, bis das Werk 1962 abgeschlossen werden konnte. 1951 übersetzte sie aus der Tigrē-Sprache das Feteh Mahārī, ein Buch zu Stammesrecht und Stammesbräuchen der Mansa’, das der schwedische Missionar Karl Gustaf Rodén bereits in Originalsprache ediert hatte. Ihr Plan, auch für die altsüdarabischen Sprachen ein Wörterbuch zu erarbeiten, führte 1943 zur Einrichtung einer eigenen Kommission der Österreichischen Akademie der Wissenschaften, wurde aber von Höfner aufgrund des damit verbundenen Aufwandes nie zur Durchführung gebracht.
Auf epigraphischem Gebiet publizierte sie in erster Linie eine große Zahl an Inschriften des altsüdarabischen Raumes, während ihrer Wiener Zeit oft gemeinsam mit Nikolaus Rhodokanakis oder Karl Mlaker. Reichhaltiges Material bot dafür der Nachlass an Inschriftenabklatschen und weiteren Befunden des Orientalisten und Forschungsreisenden Eduard Glaser, den dieser zwischen 1882 und 1894 auf vier Reisen nach Südarabien gesammelt hatte. 1908 war das gesamte Originalmaterial durch die Österreichische Akademie der Wissenschaften erworben worden und gelangte später, von Höfner verwaltet und geordnet, mit ihr nach Tübingen und schließlich nach Graz. 1944 erfasste sie den gesamten Nachlass in einem Verzeichnis, 1944 bis 1981 wurden die einzelnen Inschriften in einer vierzehnteiligen Publikationsreihe veröffentlicht, übersetzt und kommentiert. Mehrere dieser Bände erarbeitete sie selbst, einige weitere übertrug sie zweien ihrer Schülerinnen. Auch die von Carl August Rathjens als Fotografien veröffentlichten Inschriften bearbeitete sie ausführlich in einer Monographie. Eine weitere wichtige Publikation Höfners zur Inschriftenkunde waren die epigraphischen Abschnitte des Bandes Beiträge zur historischen Geographie des vorislamischen Südarabien, den Höfner 1952 gemeinsam mit dem Geographen Hermann von Wissmann veröffentlichte. Auch am Corpus des Inscriptions et Antiquités sud-arabes war sie beteiligt. Auf archäologischem Gebiet betätigte sie sich hauptsächlich durch diverse Forschungsberichte im Archiv für Orientforschung und Besprechungen von Grabungspublikationen.
Ein weiteres Hauptinteressensgebiet von Maria Höfner bildete die Religionsgeschichte Altsüdarabiens und benachbarter Regionen. So steuerte sie zum 1965 erschienenen ersten Band des Wörterbuchs der Mythologie die umfangreichen, größtenteils nach Stichworten gegliederten Kapitel „Die Stammesgruppen Nord- und Zentralarabiens“, „Südarabien“ und „Die Semiten Äthiopiens“ bei. 1970 erschien ihr Beitrag „Die vorislamischen Religionen Arabiens“ gemeinsam mit Hartmut Geses Ausführungen zur altsyrischen Religion und Kurt Rudolphs Kapitel zu den Mandäern als Band 10,2 in der Schriftenreihe Die Religionen der Menschheit. Überblicksartikel zu arabistischen Themen steuerte Höfner zu diversen Nachschlagewerken bei, dem Reallexikon für Antike und Christentum (Artikel „Arabien“), dem Handbuch der Orientalistik (Band 1,3, Beitrag „Das Südarabische der Inschriften und der lebenden Mundarten“), dem „Biblisch-historischen Handwörterbuch“ (Artikel „Saba, Sabäer“), Religion in Geschichte und Gegenwart (3. Auflage, Artikel „Minäer und Sabäer“), dem Lexikon für Theologie und Kirche (2. Auflage, Artikel „Saba', Serabit“) sowie Kindlers Literatur Lexikon (Essays zur altsüdarabischen und zur Tigrē-Literatur; leicht überarbeitet erschienen in Kindlers Neuem Literatur Lexikon).

## Ehrungen und wissenschaftliche Bedeutung
Ab 1969 war Höfner korrespondierendes Mitglied der Österreichischen Akademie der Wissenschaften, außerdem erhielt sie das Ehrenzeichen in Gold der Stadt Graz. Kurz vor ihrem Tod ernannte das Center for Yemeni Studies in Sanaa sie zu seinem Ehrenmitglied. Zum 80. Geburtstag Maria Höfners wurde durch die Universität Graz eine Festschrift herausgegeben. Anlässlich ihres 90. Geburtstags wurde ein Südarabien-Symposium abgehalten, dessen Beiträge allerdings erst nach ihrem Tod erscheinen konnten und daher im Rahmen einer Gedenkschrift vorgelegt wurden.
Mit ihren vielfältigen Forschungsbeiträgen leistete Maria Höfner einen wesentlichen Beitrag zur Entwicklung der Wissenschaft des alten Südarabien (Sabäistik) und kann als Pionierin dieses Fachgebietes gelten. Viele ihrer Forschungsergebnisse sind heute noch gültig und durch nachfolgende Studien bestätigt worden. Im wissenschaftlichen Umfeld war sie (als eine der wenigen weiblichen Orientalisten und aufgrund ihrer Bedeutung für die Sabäistik) als Anspielung auf die gleichnamige biblische Gestalt unter der Bezeichnung „Königin von Saba“ bekannt.

## Schriften (Auswahl)
- Die sabäischen Inschriften der Südarabischen Expedition im Kunsthistorischen Museum in Wien. Dissertation, Graz 1932. Erschienen in zwei Teilen in der Wiener Zeitschrift für die Kunde des Morgenlandes (Band 40, 1933, S. 1–36; Band 42, 1935, S. 31–66).
- Altsüdarabische Grammatik (= Porta linguarum orientalium. Band 24). Harrassowitz, Leipzig 1943. Neudruck, Zeller, Osnabrück 1976, ISBN 3-535-01595-2.
- Die Sammlung Eduard Glaser. Verzeichnis des Glaser-Nachlasses, sonstiger südarabischer Materialbestände und einer Sammlung anderer semitischer Inschriften (= Österreichische Akademie der Wissenschaften. Philosophisch-Historische Klasse: Sitzungsberichte. Band 222, Abhandlung 5). Brünn, München/Wien 1944.
- als Übersetzerin: Das Feteh Maḥārī. Sitten und Recht der Mänsa‘. Nach dem Tigrē-Text K. G. Rodén’s übersetzt (= Abhandlungen der Akademie der Wissenschaft und der Literatur Mainz. Geistes- und sozialwissenschaftliche Klasse. Jahrgang 1951, Nummer 8). Verlag der Akademie der Wissenschaften und der Literatur in Kommission bei Franz Steiner, Mainz/Wiesbaden 1952.
- mit Hermann von Wissmann: Beiträge zur historischen Geographie des vorislamischen Südarabien (= Abhandlungen der Akademie der Wissenschaften und der Literatur Mainz. Geistes- und sozialwissenschaftliche Klasse. Jahrgang 1952, Nummer 4). Verlag der Akademie der Wissenschaften und der Literatur in Kommission bei Franz Steiner, Mainz/Wiesbaden 1952.
- bis 1958 mit Enno Littmann: Wörterbuch der Tigrē-Sprache: Tigrē–Deutsch–Englisch (= Veröffentlichungen der Orientalischen Kommission. Band 11). Steiner, Wiesbaden 1956–1962.
- mit Josep Maria Solà-Solé: Sammlung Eduard Glaser. Band 2: Inschriften aus dem Gebiet zwischen Mārib und dem Ǧōf (= Österreichische Akademie der Wissenschaften. Philosophisch-Historische Klasse: Sitzungsberichte. Band 238, Abhandlung 3). Böhlau, Graz/Wien/Köln 1961.
- als Bearbeiterin: Carl Rathjens: Sabaeica. Teil III: Bearbeitung der von Carl Rathjens in Sabaeica I und II in Abbildungen veröffentlichten altsüdarabischen Inschriften, sowie einiger sonstiger von ihm gesammelter Inschriftensteine (= Mitteilungen aus dem Museum für Völkerkunde in Hamburg. Band 28). In Kommission bei Appel, Hamburg 1966.
- mit Hartmut Gese und Kurt Rudolph: Die Religionen Altsyriens, Altarabiens und der Mandäer (= Die Religionen der Menschheit. Band 10,2). Kohlhammer, Stuttgart 1970.
- als Bearbeiterin: Sammlung Eduard Glaser. Teil 8: Inschriften aus Ṣirwāḥ, Ḫaulān (1. Teil) (= Österreichische Akademie der Wissenschaften. Philosophisch-Historische Klasse: Sitzungsberichte. Band 291, Abhandlung 1). Verlag der Österreichischen Akademie der Wissenschaften, Wien 1973.
- als Bearbeiterin: Sammlung Eduard Glaser. Teil 12: Inschriften aus Ṣirwāḥ, Ḫaulān (2. Teil). Mit einem Anhang von Walter W. Müller (= Österreichische Akademie der Wissenschaften. Philosophisch-Historische Klasse: Sitzungsberichte. Band 304, Abhandlung 5). Verlag der Österreichischen Akademie der Wissenschaften, Wien 1976.
- Beleg-Wörterbuch zum Corpus Inscriptionum Semiticarum. Teil 4: Inscriptiones ḥimyariticas et sabaeas (= Österreichische Akademie der Wissenschaften. Philosophisch-Historische Klasse: Sitzungsberichte. Band 363. / = Veröffentlichungen der Arabischen Kommission. Band 2). Verlag der Österreichischen Akademie der Wissenschaften, Wien 1980.
- als Bearbeiterin: Sammlung Eduard Glaser. Teil 14: Sabäische Inschriften (Letzte Folge) (= Österreichische Akademie der Wissenschaften. Philosophisch-Historische Klasse: Sitzungsberichte. Band 378). Verlag der Österreichischen Akademie der Wissenschaften, Wien 1981.